# Lázár Antal
Lázár Antal (Győr, 1941. szeptember 30. –) a Nemzet Művésze címmel kitüntetett, Kossuth- és Ybl-díjas magyar építész, a Magyar Építőművészek Szövetségének (MÉSZ) főtitkára, majd elnökhelyettese, a Műegyetem építészmérnöki karának dékánja, a kortárs magyar építészet meghatározó alakja.

## Életpályája
1966-ban diplomázott a budapesti Műegyetemen; ettől az évtől az Ipartervben dolgozott. A MÉSZ Mesteriskoláját 1970-72 között végezte el, mestere Gulyás Zoltán volt. Az 1970-es években számos tervpályázaton indult Patonai Dénessel közösen, első megépült munkái azonban Reimholz Péterrel készültek: a budapesti és a székesfehérvári DOMUS-áruházak. A flexibilisen alakítható eladótérrel és ettől elválasztott kiszolgálóhelyiséggel épített, kifelé lépcsőző főhomlokzatában Breuer Marcell New York-i Whitney Museumának hatását mutató budapesti áruház komoly sikert: Ybl-díjat hozott fiatal alkotóinak. Ugyanígy az 1976–79 között épült és a hazai ipari építészet remek példái közé tartozó újpesti Hulladékhasznosító Mű, amelyről a német szaksajtó is beszámolt.
Az ezerkilencszáznyolcvanas-kilencvenes években Lázár számos épületrekonstrukcióban vett részt, és egyre élénkebben szerepet vállalt az építészeti közélet alakításában és a képzésben. 1981–91 között a Magyar Építőművészek Szövetsége (MÉSZ) főtitkáraként dolgozott, 1995–96-ban a Magyar Építész Kamara és a MÉSZ elnökhelyettese egyben, 1996-98 között a MÉSZ elnökhelyettese. 1986-tól a Műegyetem építészmérnöki karának oktatója, 1988-tól az Ipari és Mezőgazdasági Épülettervező Tanszék tanszékvezető egyetemi tanára 18 éven keresztül. 2000-ben a Nemzeti Kulturális Alapprogram Építőművész Kollégiumának elnöke, 2002–2006 között a Műegyetem Építészmérnöki Karának dékánja volt.
1985-ben kilépett addigi munkahelyéről, az Ipari Épülettervező Vállalattól, 1985–86-ban a Magasépítési Tervező Vállalat megbízott igazgatója lett. Építészként 1990 után az A&D Stúdió  ügyvezető igazgatójaként dolgozott tovább, részben munkatársaival együtt olyan meghatározó oktatási épületeken, mint a lágymányosi Egyetemi Sportközpont, a Táncművészeti Főiskola, a Corvinus Egyetem új épülete, illetve a Műegyetem Q épülete. A fiatalkori munkatársával, Reimholz-cal közösen tervezett Siemens-irodaház Budapesti Építészeti Nívódíjat kapott; ugyancsak fontos középülete a korszakból a népligeti autóbusz-pályaudvar, amely az Erzsébet téri kiváltásaként épült.
Lázár Antalt 2005-ben Kossuth-díjjal tüntették ki „három és fél évtizedes sokoldalú építészeti, építőművészeti alkotómunkásságáért, oktatói tevékenységéért”. 2008-ban saját, valamint barátaival, kollégáival közös munkáit bemutató kiállítása nyílt a budapesti N&n Galériában.

## Fontosabb építészeti művei
- 1970-74. Domus Áruház, Budapest (Reimholz Péterrel)  Archiválva 2011. november 30-i dátummal a Wayback Machine-ben
- 1971-75. Domus Áruház, Székesfehérvár (Reimholz Péterrel)
- 1976-79. Hulladékhasznosító Mű, Budapest
- 1984-88. Hullám Szálló rekonstrukciója, Keszthely
- 1986. Az OTP egyik központi épületének felújítása, Budapest, Nádor u.
- 1987-88. OTP Totó-Lottó Iroda, Budapest, Nádor u.
- 1987-89. A Fővárosi Tanács királyréti üdülőjének rekonstrukciója, Budapest (B. Tóth Józseffel, Kamocsay Alfréddal)
- 1991-92. A Budapesti Értéktőzsde épületének rekonstrukciója, Budapest, Vörösmarty tér
- 1992. OTP Bróker Iroda, Budapest, Vigyázó F. u. (Sükösd Zoltánnal)
- 1993. EXPO Gyalogoshíd, Budapest (terv, dr. Magyar Péterrel)
- 1993. Az EXPO'95 Bécs-Budapest Világkiállítás terve (nemzetközi meghívásos tervpályázat, 2. helyezés; a londoni Richard Rogers Partnership és az OVE Arup együttműködésével)
- 1993.A Legfelsőbb Bíróság felújítása, Budapest
- 1994. Hungarovin Bor- és Pezsgőmúzeum vendégháza, Budapest
- 1996. Nemzeti Színház, Budapest (a tervpályázaton 2. díjjal elismert terv; társtervezők: Cságoly Ferenc, Keller Ferenc, Pálfy Sándor)
- 1996. EUROSPAR Szupermarket, Kecskemét
- 1996-1998. Siemens irodaház, Budapest (Reimholz Péterrel)
- 1996-1997. Egyetemi sportközpont („Tüskecsarnok”), Budapest-Lágymányos (dr. Magyar Péterrel)  Archiválva 2011. november 30-i dátummal a Wayback Machine-ben
- 1997. Eötvös Károly Megyei Könyvtár, Veszprém (Szécsi Zoltánnal)
- 2000. Millenniumi Csarnok, Budapest (terv)
- 2001. Az Athenaeum Nyomda bővítése (Kiss Andrással, Stocker Györggyel)
- 2001-2002. Táncművészeti Főiskola, Budapest (Lázár Veronikával)  Archiválva 2009. június 24-i dátummal a Wayback Machine-ben
- 2001-2002. Autóbusz-pályaudvar, Budapest-Népliget
- 2003. Lakóépület, Üröm (Lázár Veronikával)
- 2003. A főiskola bővítése, Baja (a tervpályázaton 2. díjjal elismert terv)  Archiválva 2010. április 28-i dátummal a Wayback Machine-ben
- 2004. Lovarda, Nyíregyháza (terv)
- 2004-2005. A Hulladékhasznosító Mű bővítése, Budapest (Lázár Veronikával, Sükösd Zoltánnal)  Archiválva 2010. január 7-i dátummal a Wayback Machine-ben
- 2005. A Csukás-ház helyreállítása és bővítése, Pécs (Lázár Veronikával)
- 2005-2006. A Corvinus Egyetem új épülete, Budapest (társtervezők: Dr. Oláh Zoltán, Szerdahelyi László, Szokolyai Gábor)  Archiválva 2012. február 16-i dátummal a Wayback Machine-ben
- 2007-2010. Q épület, Budapest-Lágymányos (Kaszás Istvánnal)  Archiválva 2011. január 14-i dátummal a Wayback Machine-ben

## Képgaléria

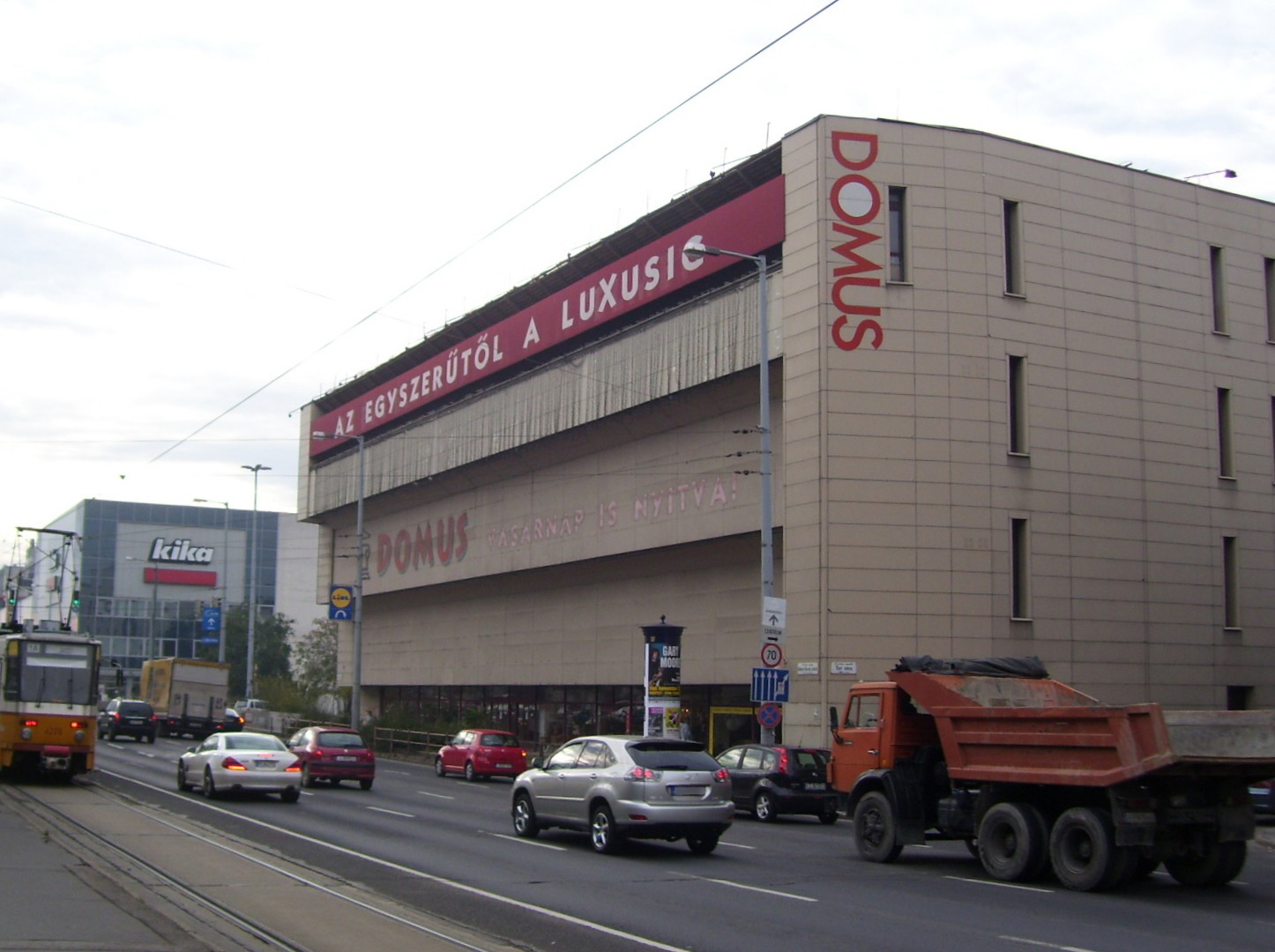
DOMUS áruház, Budapest (1970-74)
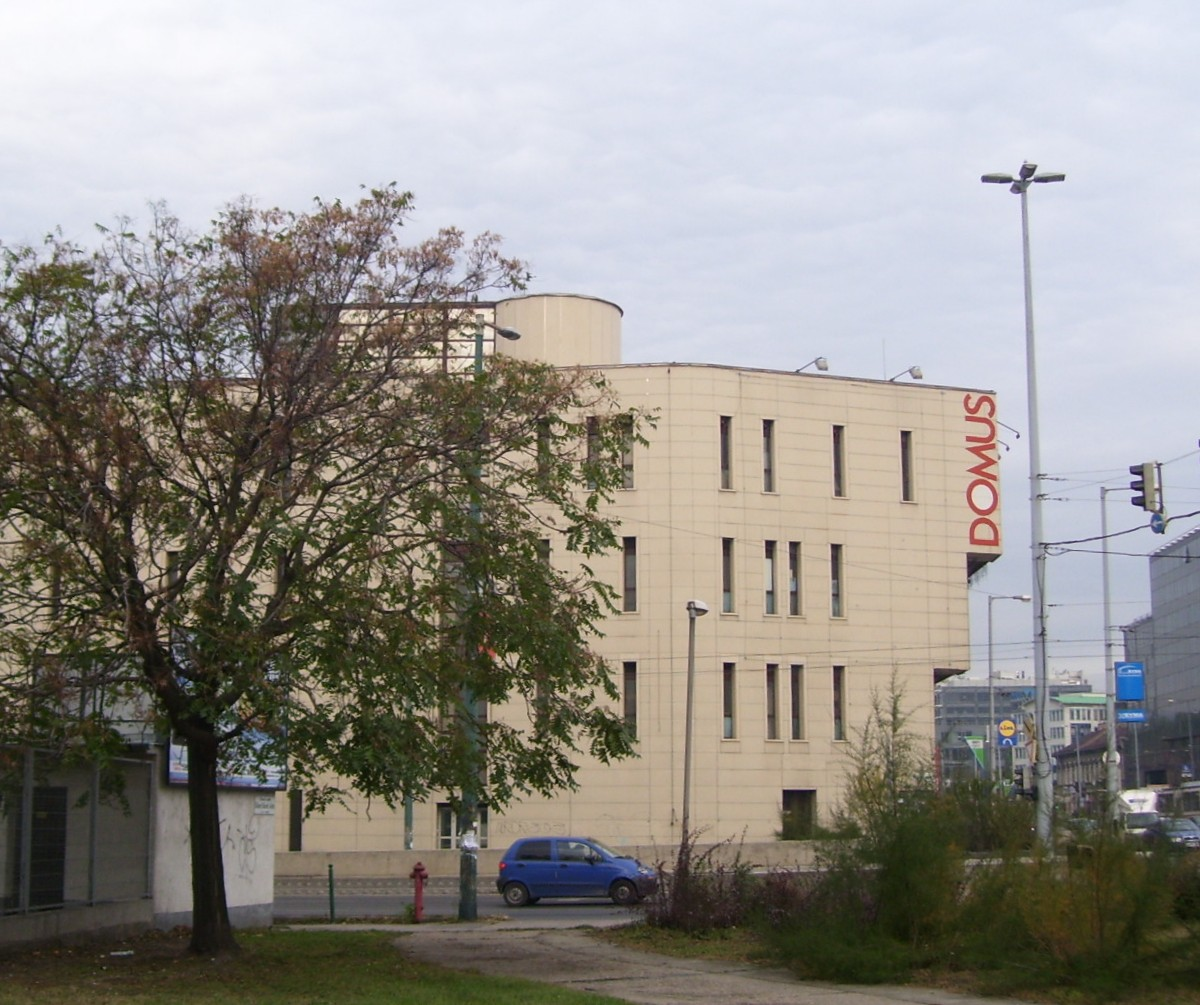
DOMUS áruház, Budapest (1970-74)
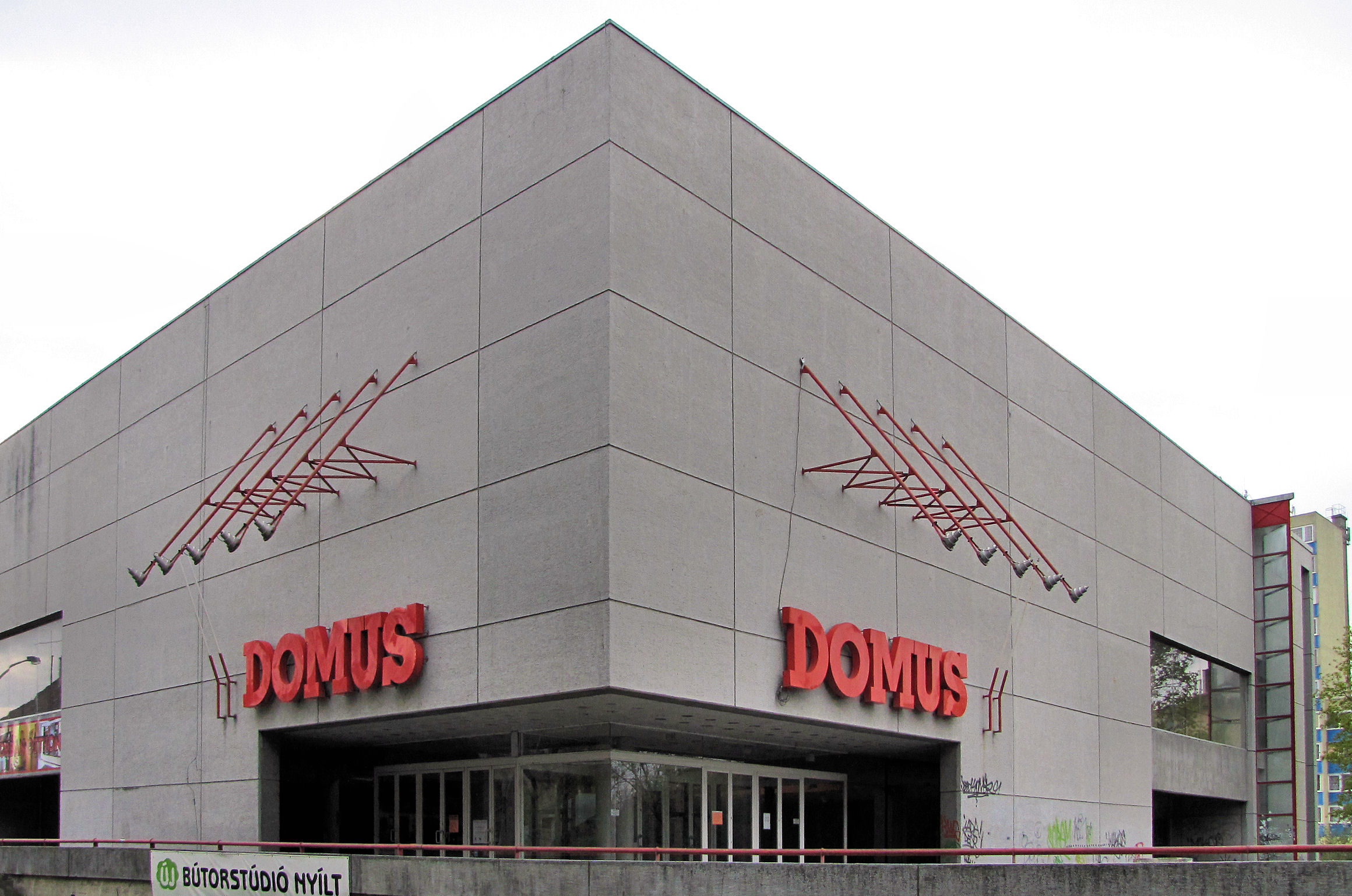
Domus Áruház, Székesfehérvár (1971-75)
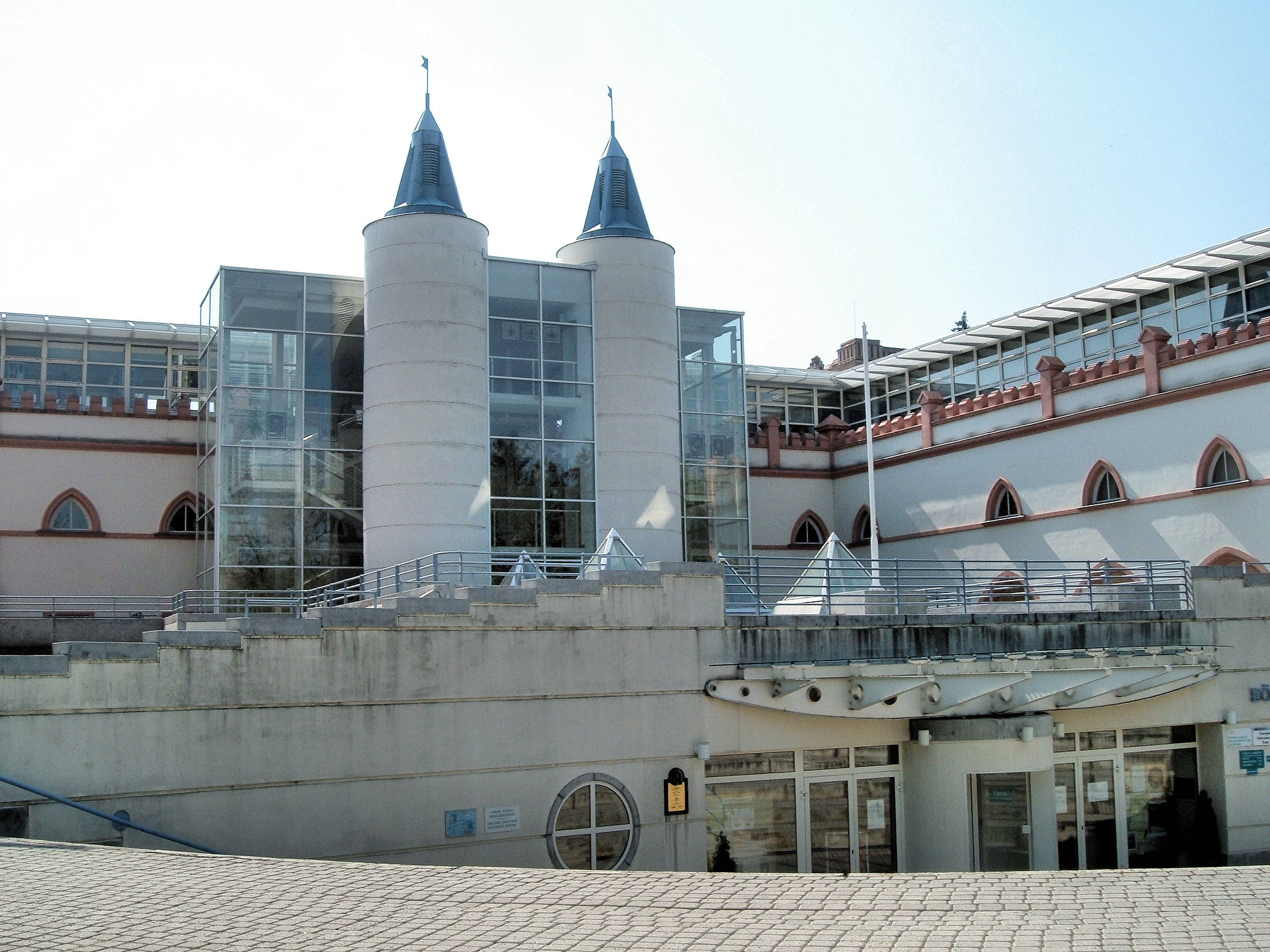
Eötvös Károly Megyei Könyvtár, Veszprém (1997)
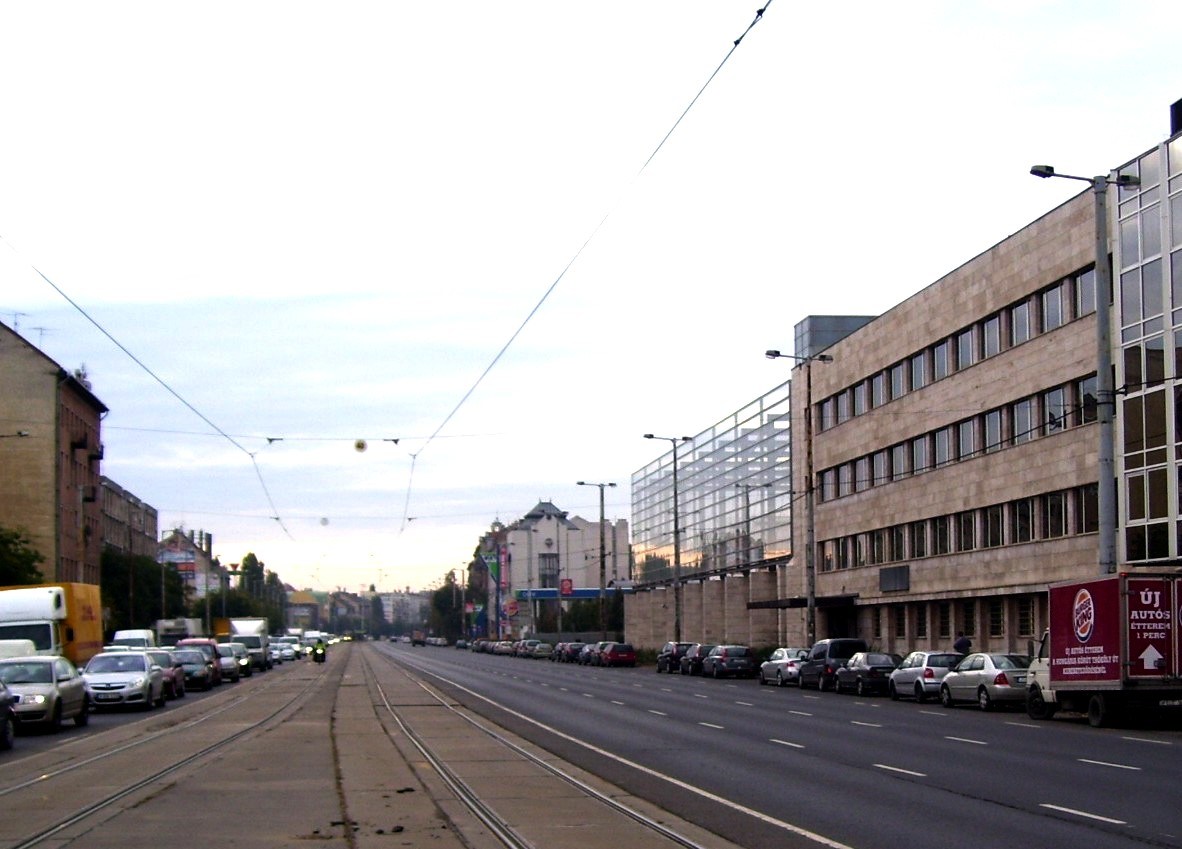
Siemens irodaház, Budapest (1996-98)
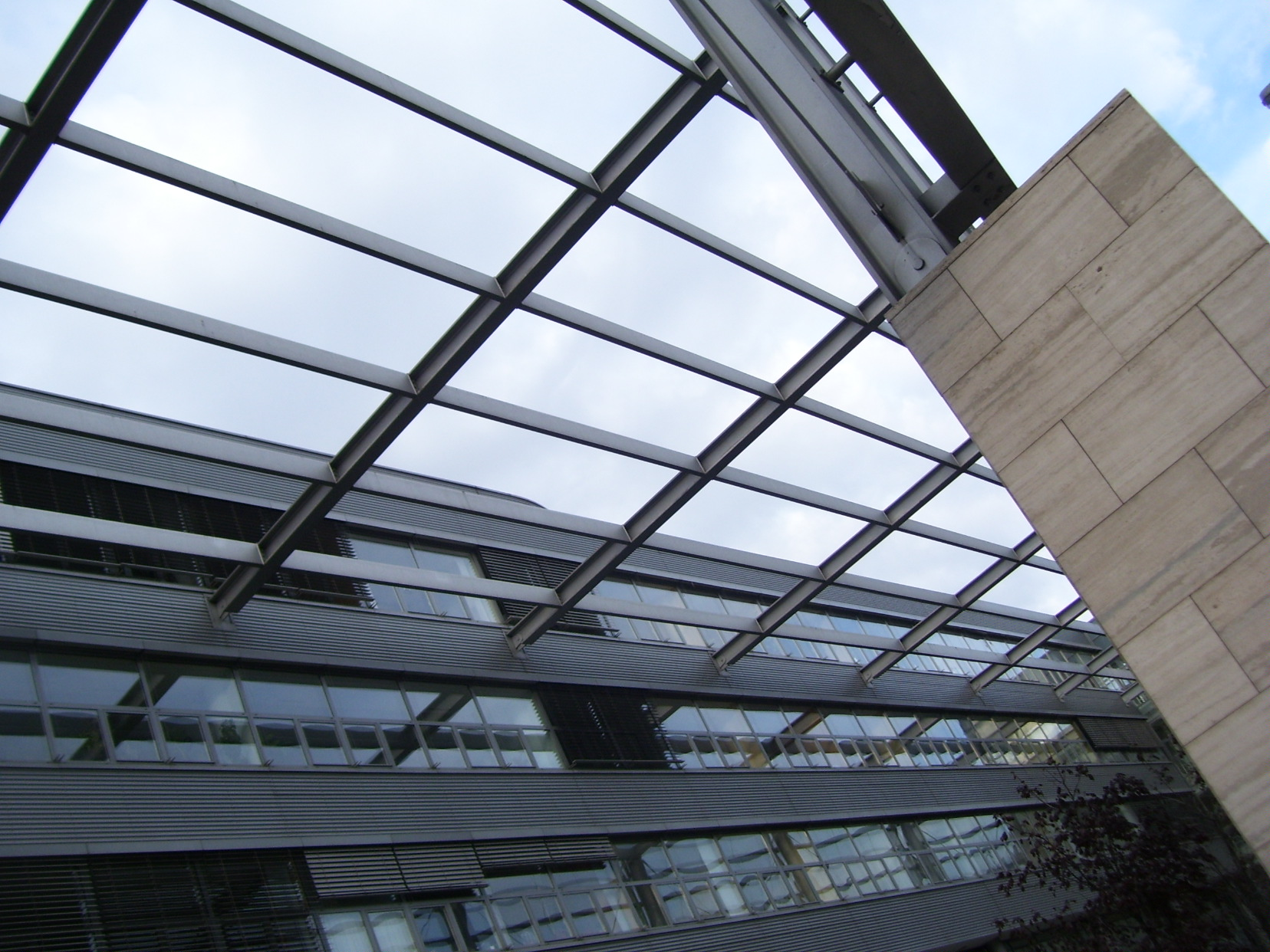
Siemens irodaház, Budapest (1996-98)
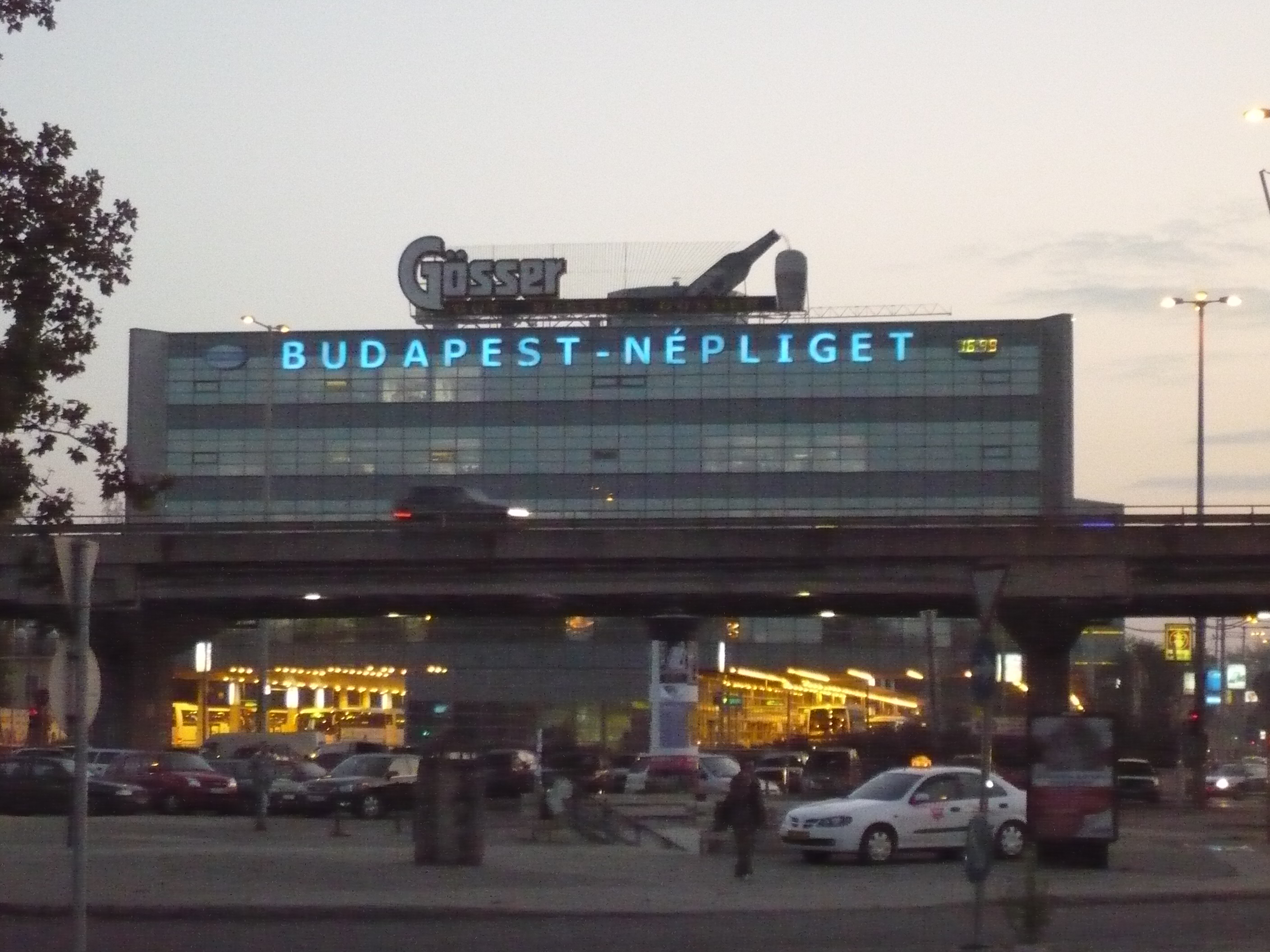
Buszpályaudvar, Budapest-Népliget (2001-2002)
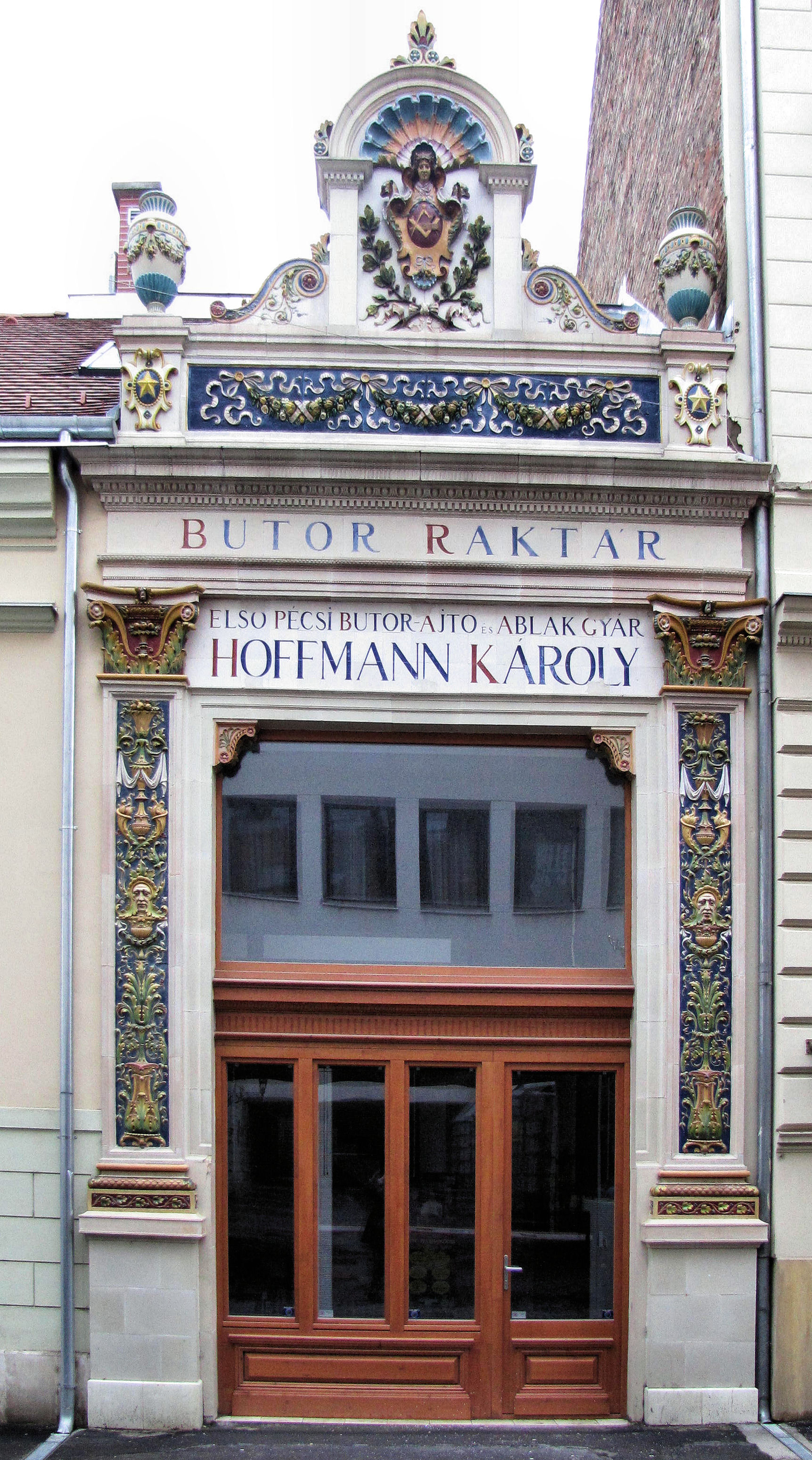
Pécs, a Csukás-ház bejárata (felújítás, 2005)
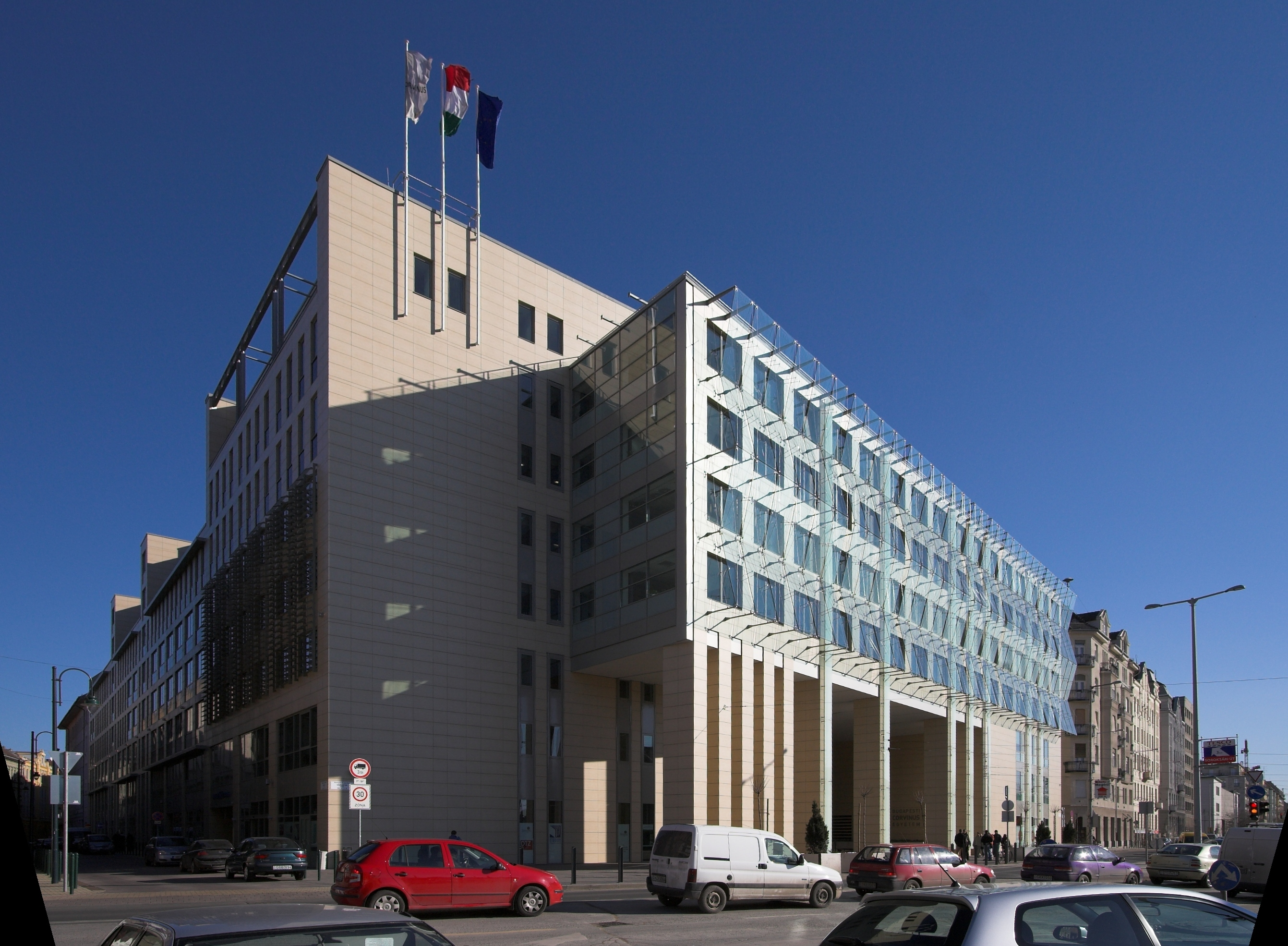
A Corvinus Egyetem új épülete (2005-2006)

## Díjak, elismerések
- 1975. Ybl Miklós-díj
- 1988. Ipari Építészet Európa-díja (a Hulladékégető Műért)
- 1989. Reitter Ferenc-díj
- 1999. Budapest Építészeti Nívódíja (a Siemens-irodaházért)
- 2000. Figyelő Építészeti Díja
- 2001. Pro Architectura díj (a veszprémi Megyei Könyvtárért)
- 2005. Kossuth-díj
- 2024. A Nemzet Művésze[3]